# Monte Macdonald (Antartide)
Il Monte Macdonald è un picco roccioso antartico alto circa 3.630 m, situato a cavallo della massiccia dorsale rocciosa con andamento N-S compresa tra il Ghiacciaio Ludeman e il Pain Neve, nel Commonwealth Range, catena montuosa che fa parte dei Monti della Regina Maud, in Antartide. 
La denominazione venne assegnata dalla New Zealand Geological Survey Antarctic Expedition (NZGSAE) (1961-62) in onore dell'uomo politico Tom Macdonald, Ministro degli Affari Esteri e della Difesa quando venne pianificata la Commonwealth Trans-Antarctic Expedition (CTAE 1956-58) e che ebbe una parte preminente nell'ottenere l'adesione della Nuova Zelanda alla spedizione antartica.